# Tongseng
Le tongseng est un ragoût de chèvre, mouton ou de bœuf, cuit dans un curry avec des légumes et du kecap manis. Il est originaire de Surakarta dans la province de Java central.
La soupe est à base d'un mélange d'ail, échalote, poivre noir, gingembre, coriandre, galanga, salam (sorte de laurier) et citronnelle, sautés dans de l'huile de palme. La viande émincée est ensuite cuite dans ce mélange. De l'eau est ajoutée, puis de la sauce soja sucrée et du jus de tamarin, et finalement, les légumes tels que le chou ou de la tomate. Certaines recettes proposent une cuisson dans du lait de coco.
Le tongseng est traditionnellement servi avec du riz. C'est un plat similaire au gulai, la différence majeur étant l'emploi de sauce de soja dans le tongseng.

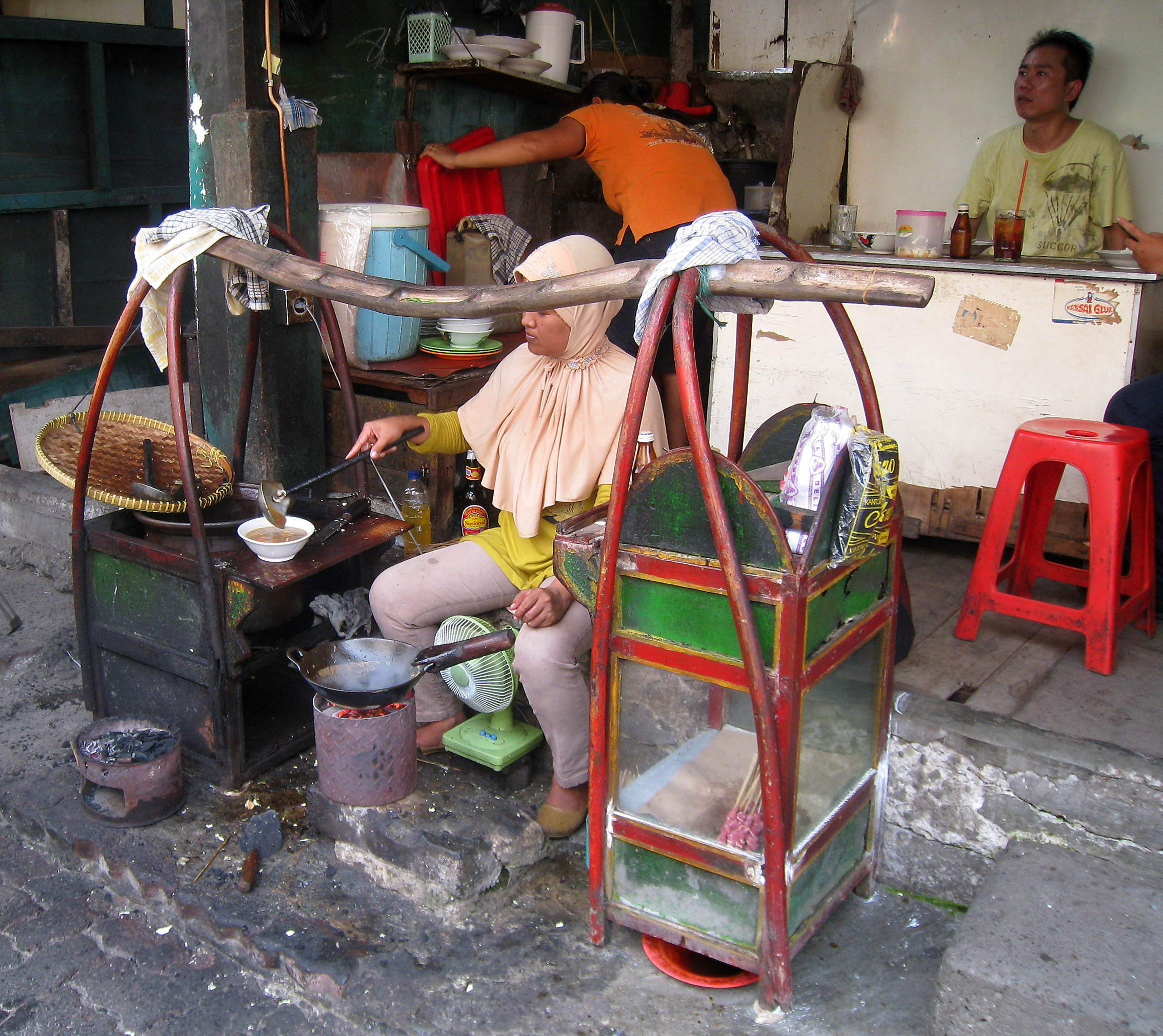
Vendeuse de tongseng en pleine préparation.